# Villamaría
Villamaría é um município localizado no departamento colombiano de Caldas.